# Batalla de Tàrent
La batalla de Tàrent va tenir lloc la nit de l'11 al 12 de novembre de 1940 durant la Segona Guerra Mundial entre les forces navals britàniques, sota l'almirall Andrew Cunningham, i les forces navals italianes, sota l'almirall Inigo Campioni. La Royal Navy va llançar el primer atac totalment aeri de vaixell a vaixell de la història, amb 21 torpediners biplans Fairey Swordfish del portaavions HMS Illustrious al mar Mediterrani.
L'atac va assolir la flota de combat de la Regia Marina ancorada al port de Tàrent, utilitzant torpedes aeris malgrat la poca profunditat de l'aigua. L'èxit d'aquest atac va augurar l'ascendència de l'aviació naval sobre els grans canons dels cuirassats. Segons l'almirall Cunningham, "Tàrent, i la nit de l'11 al 12 de novembre de 1940, hauria de ser recordades per sempre perquè havien demostrat d'una vegada per totes que amb el Fleet Air Arm l'Armada té la seva arma més devastadora".

## Orígens
Des de molt abans de la Primera Guerra Mundial, el Primer Esquadró de la Regia Marina italiana tenia la base a Tàrent, una ciutat portuària a la costa sud-est d'Itàlia. En el període d'entreguerres, la Royal Navy britànica va desenvolupar plans per contrarestar l'armada italiana en cas d'una guerra al Mediterrani. Els plans per a la captura del port de Tàrent es van considerar des de la invasió italiana d'Abissínia el 1935.
Després de l'entrada d'Itàlia a la Segona Guerra Mundial el 1940, les forces britàniques i italianes al nord d'Àfrica es van enfrontar mútuament a la campanya del Desert Occidental. Les tropes italianes amb seu a Líbia requerien una línia de subministrament d'Itàlia. Les tropes britàniques, amb seu a Egipte, patien dificultats de subministrament molt més grans. Abans que Itàlia entrés a la guerra, els combois britànics havien recorregut la Mediterrània, des de Gibraltar passant per Malta fins a Egipte. Tanmateix, l'amenaça de la marina i la força aèria italiana ho va fer molt difícil. En canvi, els vaixells britànics havien de circular al voltant del Cap de Bona Esperança, a la costa est d'Àfrica, i després a través del Canal de Suez per arribar a Alexandria.

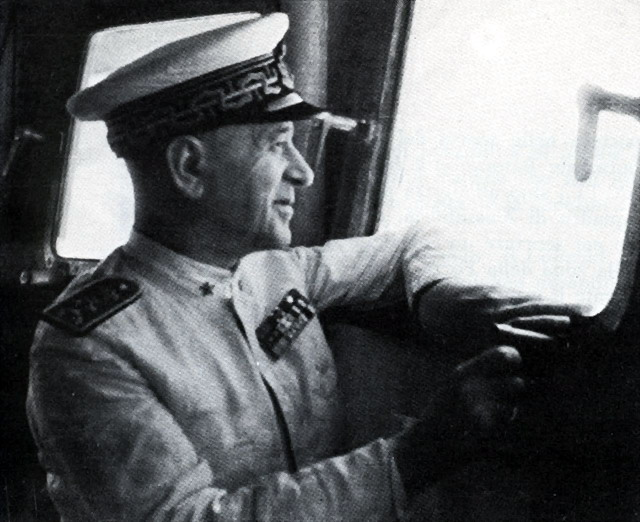
L'almirall Inigo Campioni.

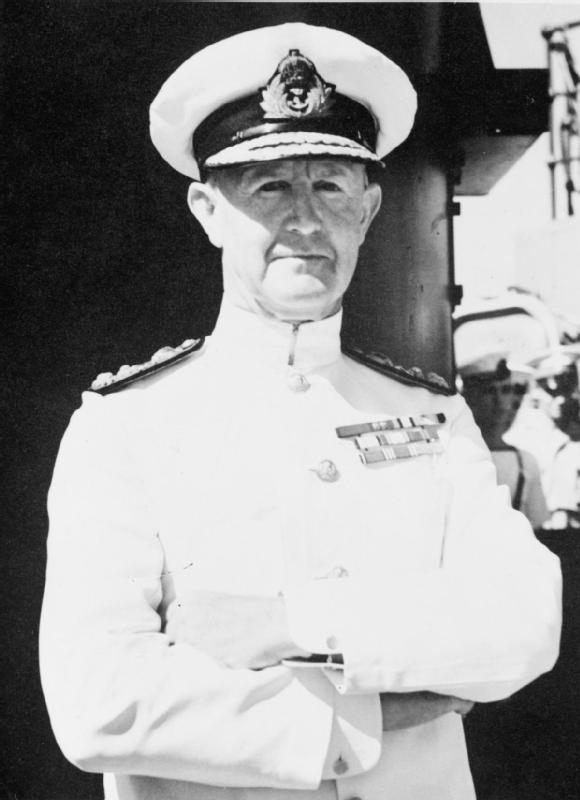
L'almirall Andrew Cunningham

Seguint el concepte d'una flota en existència, els italians solIen mantenir els seus vaixells de guerra al port i no estaven disposats a buscar la batalla amb la Royal Navy pel seu compte, també perquè qualsevol vaixell perdut més gran que un destructor no podia ser reemplaçat. La flota italiana a Tàrent era poderosa: sis cuirassats (dels quals un encara no era digne de combat, l'Andrea Doria tenia la seva tripulació encara en formació després de la seva reconstrucció), set creuers pesats, dos creuers lleugers i vuit destructors. Això va fer que l'amenaça d'una sortida contra la navegació britànica fos un problema greu.
Durant la crisi de Múnic de 1938, l'almirall Sir Dudley Pound, el comandant de la flota britànica de la Mediterrània, estava preocupat per la supervivència del portaavions HMS Glorious davant l'oposició italiana a la Mediterrània, i va ordenar al seu estat major que reexaminés tot. plans per atacar Tàrent. Va ser informat per Lumley Lyster, el capità del Glorious, que els seus torpeders biplans Fairey Swordfish eren capaços d'un atac nocturn. De fet, el Fleet Air Arm era llavors l'únic braç d'aviació naval amb aquesta capacitat. Pound va seguir el consell de Lyster i va ordenar que comencés l'entrenament. La seguretat es va mantenir tan estreta que no hi havia registres escrits. Just un mes abans que comencés la guerra, Pound va aconsellar al seu substitut, l'almirall Andrew Cunningham, que considerés la possibilitat. Això es va conèixer com a Operació Judici.
La caiguda de França i la consegüent pèrdua de la flota francesa a la Mediterrània (fins i tot abans de l'operació Catapulta) van fer imprescindibles la reparació. El portaavions més antic, l'HMS Eagle, amb la força de Cunningham, era ideal, ja que posseïa un grup aeri molt experimentat compost íntegrament per l'obsolet avió Swordfish. Es van afegir tres caces Sea Gladiator per a l'operació. Els plans ferms es van elaborar després que l'exèrcit italià s'aturés a Sidi Barrani, que va alliberar la flota britànica de la Mediterrània.
L'operació Judici era només una petita part de l'operació MB8. Originalment estava previst que tingués lloc el 21 d'octubre de 1940, dia de Trafalgar, però un incendi en un dipòsit de combustible auxiliar d'un Swordfish va provocar un retard. Es van instal·lar tancs auxiliars de 60 imp gal (270 L) a la posició de l'observador en els torpediners -l'observador prenent la posició de l'artiller aeri- per ampliar el rang d'operació de l'avió prou per arribar a Tàrent. Aquest incendi menor es va estendre en una cosa més greu que va destruir dos Swordfish. El Eagle llavors va patir una avaria en el seu sistema de combustible, així que va ser retirat de l'operació.
Quan el nou portaavions HMS Illustrious, amb seu a Alexandria, va estar disponible al Mediterrani, va agafar a bord cinc Swordfish de l'Eagle i va llançar l'atac en solitari.
La força de treball naval completa, comandada per l'ara contraalmirall Lyster, que havia originat el pla d'atac a Tàrent, estava formada per l'Illustrious, els creuers pesats HMS Berwick i York,, els creuers lleugers HMS Gloucester i Glasgow, i els destructors. HMS Hyperion, Ilex, Hasty i Havelock. Els 24 Swordfish provenien dels esquadrons aeris navals 813, 815, 819 i 824. El reduït nombre d'avions de guerra atacants va generar la preocupació que Judici només alertaria i enfurismaria l'armada italiana sense aconseguir cap resultat significatiu. L'Illustrious també tenia caces Fairey Fulmar del 806 Escuadrón Aeri Naval a bord per proporcionar cobertura aèria a la força de treball, amb radars i sistemes de control de caces.

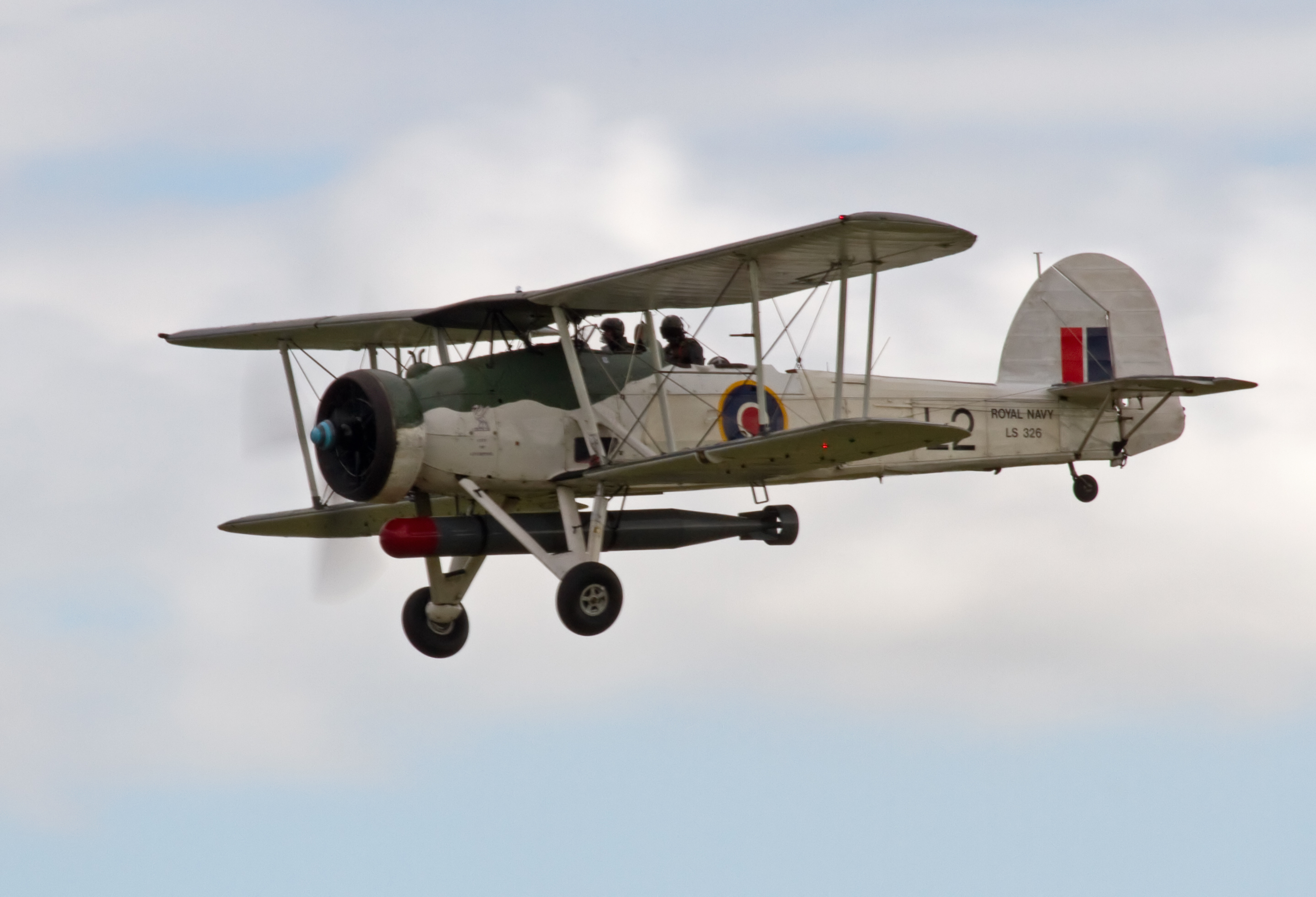
Un Fairey Swordfish

La meitat dels Swordfish anaven armats amb torpedes com a avió d'atac principal, i l'altra meitat portaven bombes aèries i bengales per fer diversions.Aquests torpedes estaven equipats amb explosors magnètics/de contacte Duplex, que eren extremadament sensibles a la mar agitada, com van demostrar més tard els atacs al cuirassat alemany Bismarck. També hi havia preocupacions que els torpedes toquessin fons al port després de ser llançats. S'esperava que la taxa de pèrdues dels bombarders fos del cinquanta per cent.
Diversos vols de reconeixement dels Martin Marylands del vol de reconeixement general núm. 431 de la RAF que volaven des de Malta van confirmar la ubicació de la flota italiana. Aquests vols van produir fotografies en les quals l'oficial d'intel·ligència de l'Illustrious va veure globus de barrera abans inesperats; el pla d'atac es va modificar en conseqüència. Per assegurar-se que els vaixells de guerra italians no havien sortit, els britànics també van enviar un hidroavió Short Sunderland la nit de l'11 de novembre, just quan el grup de treball del portaavions s'estava formant davant de l'illa grega de Cefalònia, a unes 170 milles marines (310 km ; 200 milles) del port de Tàrent. Aquest vol de reconeixement va alertar les forces italianes al sud d'Itàlia, però com que no tenien cap radar, no podien fer més que esperar el que vingués. La Regia Marina podria haver anat a la mar a la recerca de qualsevol força naval britànica, però això anava clarament en contra de la filosofia naval dels italians entre gener de 1940 i setembre de 1943 .
La complexitat de l'operació MB8, amb les seves diverses forces i combois, va aconseguir enganyar els italians fent-los pensar que només s'estava realitzant un comboi normal. Això va contribuir a l'èxit de Judici.
La base de Tàrent estava defensada per 101 canons antiaeris i 193 metralladores i normalment estava protegida contra els avions de baix vol per globus de barratge, dels quals només 27 estaven al seu lloc l'11 de novembre, ja que els forts vents del 6 de novembre n'havien emportat 60 globus. També se suposava que els vaixells capitals estaven protegits per xarxes antitorpedes, però es necessitaven 12.800 m (42.000 peus) de xarxa per a una protecció total, i només un terç d'això es va manipular abans de l'atac a causa d'un exercici d'artilleria programat. A més, aquestes xarxes no van arribar al fons del port, la qual cosa va permetre als torpedes britànics netejar-les uns 60 cm (24 polzades).

## L'atac

Direccions d'atac dels avions britànics

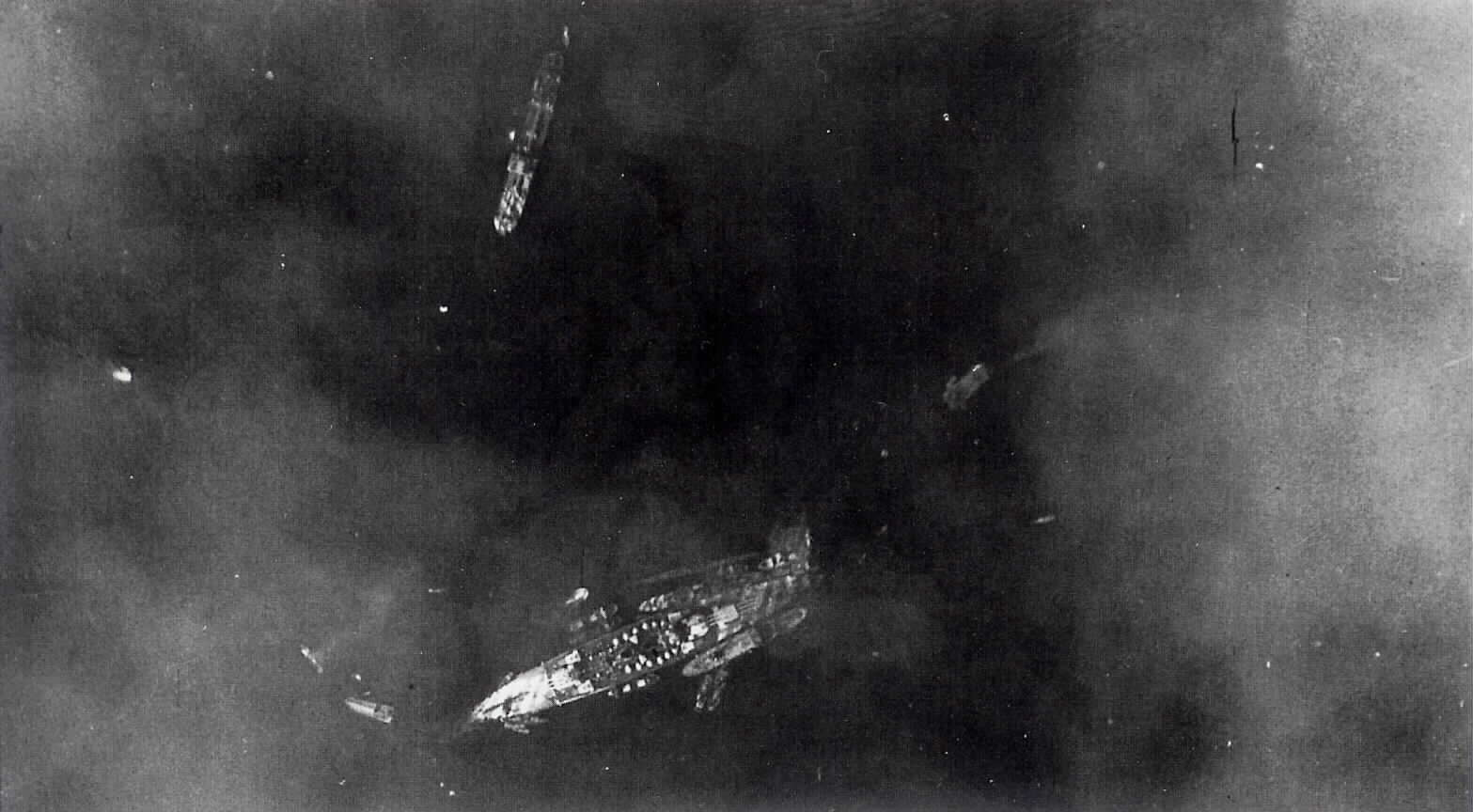
El Littorio envoltat de remolcadors de salvament

La primera onada de 12 avions, liderada pel tinent comandant Kenneth "Hooch" Williamson RN de l'esquadró 815, va enlairar-se de l'Illustrious poc abans de les 21:00 hores de l'11 de novembre de 1940, seguida d'una segona onada de nou uns 90 minuts més tard. De la segona onada, un avió va tornar enrere quan el seu dipòsit de combustible auxiliar es va deslligar de l'avió assegurant-se que l'avió no podria completar el viatge, i un es va llançar amb 20 minuts de retard, després de requerir reparacions d'emergència per danys després d'un accident de rodament menor, de manera que només vuit van arribar a l'objectiu.
La primera onada, que constava de sis Swordfish armats amb torpedes, dos amb bengales i quatre bombes de 250 lliures (110 kg) i quatre amb sis bombes, es va dividir en dues seccions quan tres dels bombarders i un torpediner es van desviar de la part principal de la força mentre volava entre núvols prims. El grup més petit va continuar cap a Tàrent de manera independent. El grup principal es va apropar al port de Mar Grande a les 22:58. Setze bengales van ser llançades a l'est del port, després el comptagotes i un altre avió van fer un bombardeig en picat per incendiar els tancs de petroli. Els tres avions següents, liderats pel tinent comandant K Williamson RN de l'esquadró 815, van atacar sobre l'illa de San Pietro i van atacar el cuirassat Conte di Cavour amb un torpede que va fer obrir un forat de 27 peus (8,2 m) al seu costat per sota de la seva línia de flotació. L'avió de Williamson va ser abatut immediatament pels canons antiaeris del cuirassat italià. Els dos avions restants en aquest subvol van continuar, esquivant globus de barrera i rebent un fort foc antiaeri dels vaixells de guerra italians i les bateries de terra, per impulsar un atac sense èxit al cuirassat Andrea Doria. El següent subvol de tres va atacar des d'una direcció més al nord, atacant el cuirassat Littorio, torpedinant-lo en dues ocasions i llançant un torpede al vaixell insígnia, el cuirassat Vittorio Veneto, que es va perdre. La força dels bombarders, liderada pel capità O. Patch RM, va atacar a continuació. Van trobar els objectius difícils d'identificar, però van atacar i van colpejar dos creuers amarrats a Mar Piccolo colpejant ambdós amb una sola bomba cadascun des de 1.500 peus (460 m), seguit d'un altre avió a cavall entre quatre destructors.
La segona onada de vuit avions, liderada pel tinent comandant JD Hale de l'esquadró 819, s'acostava ara des d'una direcció nord cap al port de Mar Grande, amb dos dels quatre bombarders també portaven bengales, els cinc restants portaven torpedes. Les bengales es van llançar poc abans de la mitjanit. Dos avions van apuntar els seus torpedes el Littorio, un dels quals va impactar. Un avió, tot i haver estat colpejat dues vegades pel foc antiaeri, va apuntar un torpede al Vittorio Veneto, però el torpede va fallar. Un altre avió va colpejar el cuirassat Duilio amb un torpede, fent un gran forat al seu casc i inundant els dos carregadors de proa. L'avió pilotat pel tinent G. Bayley RN va ser abatut pel foc antiaeri del creuer pesant Gorizia després de l'èxit de l'atac al Littorio, l'únic avió perdut de la segona onada. L'últim avió que va arribar a l'escena 15 minuts darrere dels altres va fer un atac de bombardeig en picat sense èxit contra un dels creuers italians malgrat el fort foc antiaeri, després va tornar amb seguretat a l'Illustrious, aterrant a les 02:39.
Dels dos avions abatuts, el pilot i l'observador del primer (L4A), el tinent comandant K. Williamson i el tinent NJ 'Blood' Scarlett, respectivament, van ser fets presoners. El pilot i observador del segon avió (E4H), el tinent G. Bayley i el tinent H. Slaughter, van morir tots dos.
Els cuirassats italians van patir danys importants:
- El Conte di Cavour tenia un forat de 12 m × 8 m (39 peus × 26 peus) al casc, i el permís per posar-la a terra es va retenir fins que va ser massa tard, de manera que la seva quilla va tocar el fons a una profunditat més profunda del previst. 27 membres de la tripulació del vaixell van morir i més de 100 van resultar ferits. Al final, només la seva superestructura i l'armament principal es van quedar per sobre de l'aigua.[11] Posteriorment va ser hissat, reparat parcialment i traslladat a Trieste per a més reparacions i millores, però una situació canviada va posar aquestes obres en poca prioritat. Encara estava fent reparacions quan Itàlia es va rendir, així que mai va tornar al servei complet;[12]
- El Duilio només tenia un forat una mica més petit (11 m × 7 m (36 peus × 23 peus)) i es va salvar encallant-lo;[12]

El Littorio danyat

- El Littorio va tenir una inundació considerable causada per tres cops de torpedes. Malgrat la protecció submarina (el sistema 'Pugliese', estàndard en tots els cuirassats italians), els danys van ser importants, tot i que els danys reals a les estructures del vaixell van ser relativament limitats (la maquinària estava intacta). Les víctimes van ser 32 tripulants morts i molts ferits. Va ser foradat en tres llocs, una vegada a babord (7 m × 1,5 m (23 peus 0 polzades × 4 peus 11 polzades)) i dues vegades a estribord (15 m × 10 m (49 peus × 33 peus) i 12 m × 9 m (39 peus × 30 peus)). També es va salvar encallant-la. Malgrat això, al matí, les proes del vaixell estaven totalment submergides.[12]

Les defenses italianes van disparar 13.489 obusos des de les bateries terrestres, mentre que diversos milers van ser disparats des dels vaixells. El bombardeig antiaeri va ser formidable, amb 101 canons i 193 metralladores. També hi havia 87 globus, però els forts vents van provocar la pèrdua de 60 d'ells. Només 4,2 km (2,3 nmi; 2,6 milles) de xarxes antitorpedes s'havien posat realment al voltant dels vaixells, fins a 10 m (33 peus) de profunditat, mentre que la necessitat era de 12,8 km (6,9 nmi; 8,0 milles). També hi havia 13 estacions aerofòniques i 22 reflectors (els vaixells tenien dos reflectors cadascun). Denis Boyd, el comandant del HMS Illustrious, va declarar en el seu informe posterior a l'acció: "És notable que l'enemic no va utilitzar els reflectors en cap dels atacs."
El Littorio va ser reparat amb tots els recursos disponibles i va tornar a estar completament operatiu en quatre mesos, mentre que la restauració dels cuirassats més antics va procedir a un ritme molt més lent (les reparacions van durar set mesos per al Duilio, i les reparacions per al Conte di Cavour mai es van completar). En total, l'atac del Swordfish es va fer amb només 20 avions. Dos avions italians van ser destruïts a terra pel bombardeig, i dues bombes sense explotar van colpejar el creuer Trento i el destructor Libeccio. Els danys propers van danyar el destructor Pessagno.
Mentrestant, els creuers X-Force van atacar un convoi italià (batalla de l'estret d'Òtranto). Aquesta força tenia tres creuers (HMS Ajax, Orion i Sydney) i dos destructors de classe Tribal (HMS Nubian i Mohawk) Poc passada la mitjanit, es van trobar i van destruir quatre mercants italians (Capo Vado, Catalani, Locatelli i Premuda), danyant el torpediner Fabrizi, mentre el creuer auxiliar Ramb III, molt castigat, fugia.
Cunningham i Lyster volien atacar de nou Tàrent la nit següent amb Swordfish (sis torpeders, set bombarders i dos dispensadors de bengales) - un home a la sala dels pilots va comentar: "Només van demanar a la Brigada Lleugera que ho fes una vegada! " – però el mal temps va impedir l'acció.

## Conseqüències
La flota italiana va perdre la meitat dels seus vaixells capitals en una nit; l'endemà, la Regia Marina va traslladar els seus vaixells sense danys de Tàrent a Nàpols per protegir-los d'atacs similars, fins que les defenses de Tàrent (principalment les xarxes antitorpedes) es van elevar als nivells adequats per protegir-los de nous atacs. del mateix tipus (que va passar entre març i maig de 1941). Les reparacions al Littorio van trigar uns quatre mesos, el Duilio set mesos; mentre que el Conte di Cavour va requerir un gran treball de salvament i les seves reparacions estaven incompletes quan Itàlia es va rendir el 1943. Cunningham va escriure després de l'atac: "L'espectacle de Tàrent ens ha alliberat considerablement les mans i espero ara sacsejar una mica aquests maleïts Eyeties. No crec que els tres cuirassats restants s'enfrontin a nosaltres i, si ho fan, estic bastant preparat per fer-los front només amb dos". De fet, l'equilibri de poder s'havia inclinat cap a la flota mediterrània britànica que ara gaudia de més llibertat operativa: quan abans es veia obligat a operar com una unitat per igualar els vaixells capitals italians, ara es podien dividir en dos grups de batalla; cadascun construït al voltant d'un portaavions i dos cuirassats.

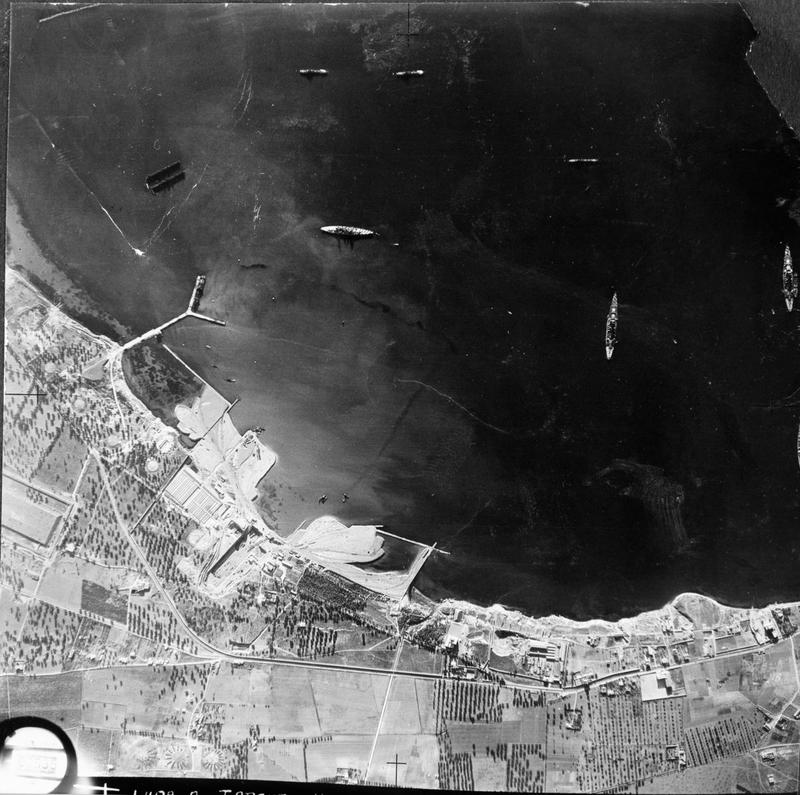
Foto aèria de vaixells de guerra italians amarrats al port de Mar Grande a Tàrent. Observeu l'embarcador "Y".
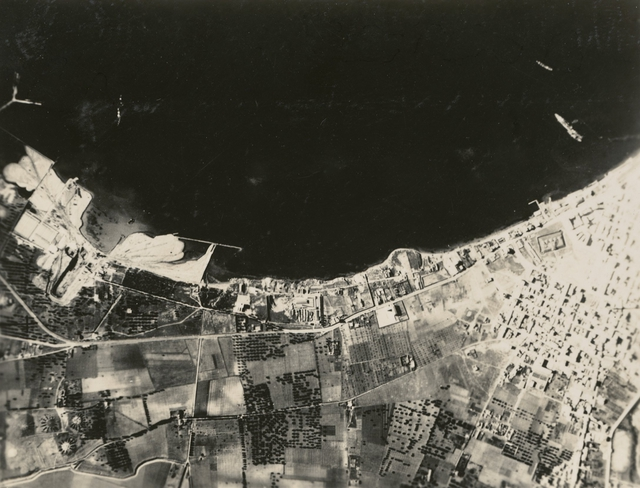
Conseqüències de la batalla mostrant un cuirassat italià avall per la proa i encallat (extrema dreta)

No obstant això, l'estimació de Cunningham que els italians no estarien disposats a arriscar les seves unitats pesades restants es va demostrar ràpidament equivocada. Només cinc dies després de Taranto, Campioni va sortir amb dos cuirassats, sis creuers i 14 destructors per interrompre amb èxit una missió de lliurament d'avions a Malta. El seguiment d'aquesta operació va portar a la batalla del cap Spartivento el 27 de novembre de 1940. Dos dels tres cuirassats danyats van ser reparats a mitjans de 1941 i el control de la Mediterrània va continuar oscil·lant d'anada i tornada fins a l'armistici italià el 1943.
L'atac a Tàrent va ser venjat un any més tard per l'armada italiana en el seu raid a Alexandria, quan la flota mediterrània de la Royal Navy va ser atacada amb submarins nans, danyant greument l'HMS Queen Elizabeth i el HMS Valiant.
Tanmateix, comparat amb la seva tasca principal d'interrompre els combois de l'Eix cap a Àfrica, l'atac de Tàrent va tenir molt poc efecte. De fet, l'enviament italià a Líbia va augmentar entre els mesos d'octubre de 1940 i gener de 1941 fins a una mitjana de 49.435 tones al mes, més que la mitjana de 37.204 tones dels quatre mesos anteriors. A més, en comptes de canviar l'equilibri de poder a la Mediterrània central, les autoritats navals britàniques havien "no hagut de donar el veritable cop de gracia que hauria canviat el context en el qual es va lliurar la resta de la guerra a la Mediterrània".
Els experts en torpedes aeris de totes les marines modernes havien pensat anteriorment que els atacs de torpedes contra vaixells havien de ser a l'aigua a almenys 75 peus (23 m) de profunditat. El port de Tàrent tenia una profunditat d'uns 12 m (39 peus); però la Royal Navy havia desenvolupat un nou mètode per evitar que els torpedes s'enfonsessin massa profundament. Sota el morro de l'avió hi havia un tambor, des del qual un rotllo de filferro conduïa al morro del torpede. A mesura que queia, la tensió del cable tirava cap amunt el morro del torpede, produint una caiguda del ventre en lloc d'una immersió del nas.

### Influència a Pearl Harbor
És probable que l'estat major de l'Armada Imperial Japonesa estudiés detingudament la incursió de Tàrent durant la planificació de l'atac a Pearl Harbor, ja que ambdós atacs van enfrontar problemes similars atacant un port poc profund. El tinent comandant japonès Takeshi Naito, l'adjunt naval adjunt a Berlín, va volar a Tàrent per investigar l'atac de primera mà. Posteriorment, Naito va mantenir una llarga conversa amb el comandant Mitsuo Fuchida sobre les seves observacions l'octubre de 1941. Fuchida va dirigir l'atac japonès el 7 de desembre de 1941. Potser més important va ser una missió militar japonesa a Itàlia el maig de 1941. Un grup d'IJN els oficials van visitar Tàrent i van mantenir llargues discussions amb els seus homòlegs italians. Tanmateix, els japonesos havien estat treballant en solucions d'aigües poc profundes des de principis de 1939, amb diversos ports poc profunds com a objectius teòrics, com ara Manila, Singapur, Vladivostok i Pearl Harbor. A principis de la dècada de 1930, quan el seu torpede aeri Tipus 91 va entrar en servei, els japonesos van utilitzar un morro de fusta per suavitzar el seu impacte amb l'aigua. Ja el 1936, van perfeccionar les aletes de fusta separables per a més estabilitat aèria.
L'atac japonès a Pearl Harbor va ser una operació considerablement més gran que Tarent. Van participar-hi els sis portaavions de la flota imperial japonesa, cada un equipat amb una ala aèria amb més del doble d'avions que qualsevol portaavions britànic. Va provocar molta més devastació: set cuirassats nord-americans van ser enfonsats o inhabilitats, i diversos altres vaixells de guerra van ser destruïts o danyats. A partir de llavors, la Marina dels Estats Units va dissenyar les seves operacions de flota a l'oceà Pacífic al voltant dels seus portaavions en lloc dels seus cuirassats com a vaixells capitals. Es va trobar que els cuirassats eren menys útils a les extensions del Pacífic que als límits del Mediterrani; els vaixells més antics eren massa lents per escortar els portaavions i s'utilitzaven principalment com a suport de foc per a operacions amfíbies.